# Dagmar Šírová
Dagmar Šírová (* 30. října 1986, Žďár nad Sázavou) je česká modelka a účastnice několika soutěží krásy.

## Osobní život
Dagmar Šírová pochází ze Žďáru nad Sázavou. V letech 2002-2006 studovala na soukromé Škole ekonomiky a cestovního ruchu ve Žďáře nad Sázavou. Poté studovala na Pedagogické fakultě Masarykovy univerzity v Brně bakalářský a následně navazující magisterský obor Sociální pedagogika ve studijní programu Pedagogika v kombinované formě, který absolvovala v roce 2012 a získala titul Mgr..

## Soutěže Miss
Dagmar Šírová zvítězila v těchto soutěžích krásy:
- Miss Poupě
- Miss Junior
- Miss Vysočiny
- Miss Přehrada 2007 – vítězka[1]
- Miss pláž 2008 (Vranovská přehrada) – vítězka, Miss sympatie
- Supermiss 2008 – vítězka[2][3]
- Miss Jihlava Open 2011 – II. vicemiss[4][5] (vítězka Šárka Sokolová)
- Top Golf Open 2012 [6]
- Miss pláž 2012 (Dalešická přehrada) – vítězka[7]
- Miss chmele a piva 2012 – finalistka (soutěž byla uprostřed konání zrušena)[8][9]